# Ива Коха
Ива Коха (лат. Salix kochiana) — вид деревянистых растений рода Ива (Salix) семейства Ивовые (Salicaceae).

## Ботаническое описание
Среднего размера кустарник 1,5—3 м высотой с зеленовато-жёлтой или буровато-жёлтой корой на годовалых ветвях; самые молодые ветви обыкновенно черновато-бурые или красновато-бурые, голые. Листья эллиптические, продолговато-эллиптические, реже продолговато-обратнояйцевидные, на верхушке коротко-заострённые, реже тупые, при основании широко-клиновидные или округлые, цельнокрайные, редко самые верхние на ветвях с немногими, широко расставленными мелкими зубчиками, с обеих сторон гладкие, сверху тускло-зелёные, снизу сизые или более бледные, 2,5—7 см длиной и 12—30 мм шириной, длина их превосходит ширину в 2—3 раза; боковые жилки на них круто отклонены от срединной по направлению к краям листа, довольно часто расположенные (в числе 12—18 с каждой стороны) и мало изогнутые. Самые молодые листья при высушивании обыкновенно чернеют. Черешки короткие (2—5 мм длиной), гладкие, без желёзистых бородавочек; прилистники не наблюдались.
Серёжки плотные, цилиндрические, появляющиеся одновременно с листьями на концах очень коротких (2—6 мм длиной), снабженных 3 мелкими листьями, боковых веточек. Мужские серёжки 2—2,5 см длиной и 8—10 мм шириной; прицветные чешуйки продолговато-обратнояйцевидные или продолговато-эллиптические, тупые, буроватые, длинно-волосистые, 1,5—2 мм длиной. Тычинок 2, обыкновенно сросшихся своими, волосистыми в нижней части, нитями до разной высоты, иногда лишь при самом основании, что бывает иногда в одной и той же серёжке. Нектарник 1, от линейно-продолговатой до квадратной почти формы, цельный или 2-лопастной, около 0,5 мм длиной. Женские серёжки 2—5 см длиной и 1 см шириной; прицветные чешуйки и нектарники как у мужских цветков; пестик с прижато-волосистой и оттого серебристой, продолговато-яйцевидно-конической завязью на короткой, равной нектарнику или немного его длиннее, ножке; столбик короткий (до 0,5 мм длиной), с неглубоко выемчатыми коричневыми рыльцами. Коробочка негусто усажена мелкими прижатыми волосками, 6—7 мм длиной и 2,5—3 мм шириной.

## Распространение и экология
Сибирь, Дальний Восток России (юго-запад), Восточная Азия (север Монголии, Северо-Восточный Китай). Обитает по поймам и берегам рек, озёр, на сырых лугах, у болот в степной, лесостепной, лесной областях и в нижних частях альпийской области.

## Таксономия
По мнению Г. В. Гукова, Траутфеттер назвал этот вид в честь немецкого ботаника Карла Коха, с которым был в длительных дружеских отношениях.

### Синонимы
- Salix chenostachya Turcz. ex K.S.Hao (1936)
- Salix lonicerifolia Turcz. (1854)
- Salix pontederana Trautv. (1833), nom. illeg., non Willd. (1806) nec Schleich. ex W.D.J.Koch (1837)